# Macrozamia
Macrozamia es un género con 38-40 especies de  Cycadidae, en la familia Zamiaceae, es originaria de Australia. La mayoría de las especies se encuentran en el este de Australia en el sudoeste de Queensland y Nueva Gales del Sur, con una especie en la Cordillera MacDonnell del Territorio del Norte y tres en el sur en  Australia Occidental.
El nombre común burrawang, originalmente referido a  M. communis en el lenguaje aborigen, se usa a menudo para todas las especies del género.

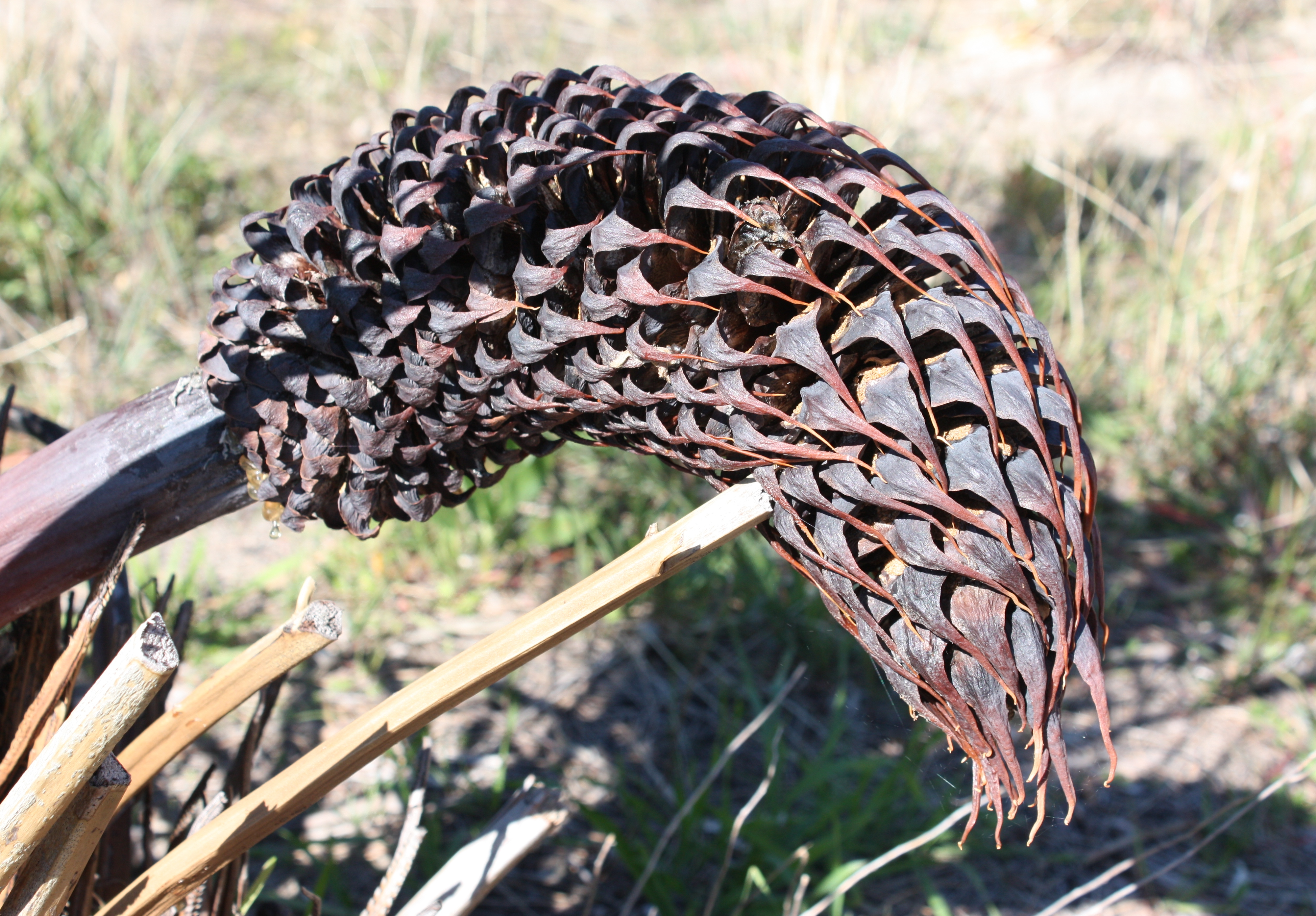
Macrozamia fraseri, cono

## Especies
- Macrozamia cardiacensis - sureste de Queensland.
- Macrozamia communis - costa este de Nueva Gales del Sur.
- Macrozamia concinna - Nueva Gales del Sur.
- Macrozamia conferta - sureste de Queensland.
- Macrozamia cranei - sureste de Queensland.
- Macrozamia crassifolia - sureste de Queensland.
- Macrozamia denisoni - sureste de Queensland.
- Macrozamia diplomera - Nueva Gales del Sur.
- Macrozamia douglasii - sureste de Queensland.
- Macrozamia dyeri - costa sur de Australia Occidental.
- Macrozamia elegans - Nueva Gales del Sur.
- Macrozamia fawcettii - Nueva Gales del Sur.
- Macrozamia fearnsidei - sureste de Queensland.
- Macrozamia flexuosa - Nueva Gales del Sur.
- Macrozamia fraseri - suroeste de Australia Occidental.
- Macrozamia glaucophylla - Nueva Gales del Sur.
- Macrozamia heteromera - Nueva Gales del Sur.
- Macrozamia humilis - Nueva Gales del Sur.
- Macrozamia johnsonii - Nueva Gales del Sur.

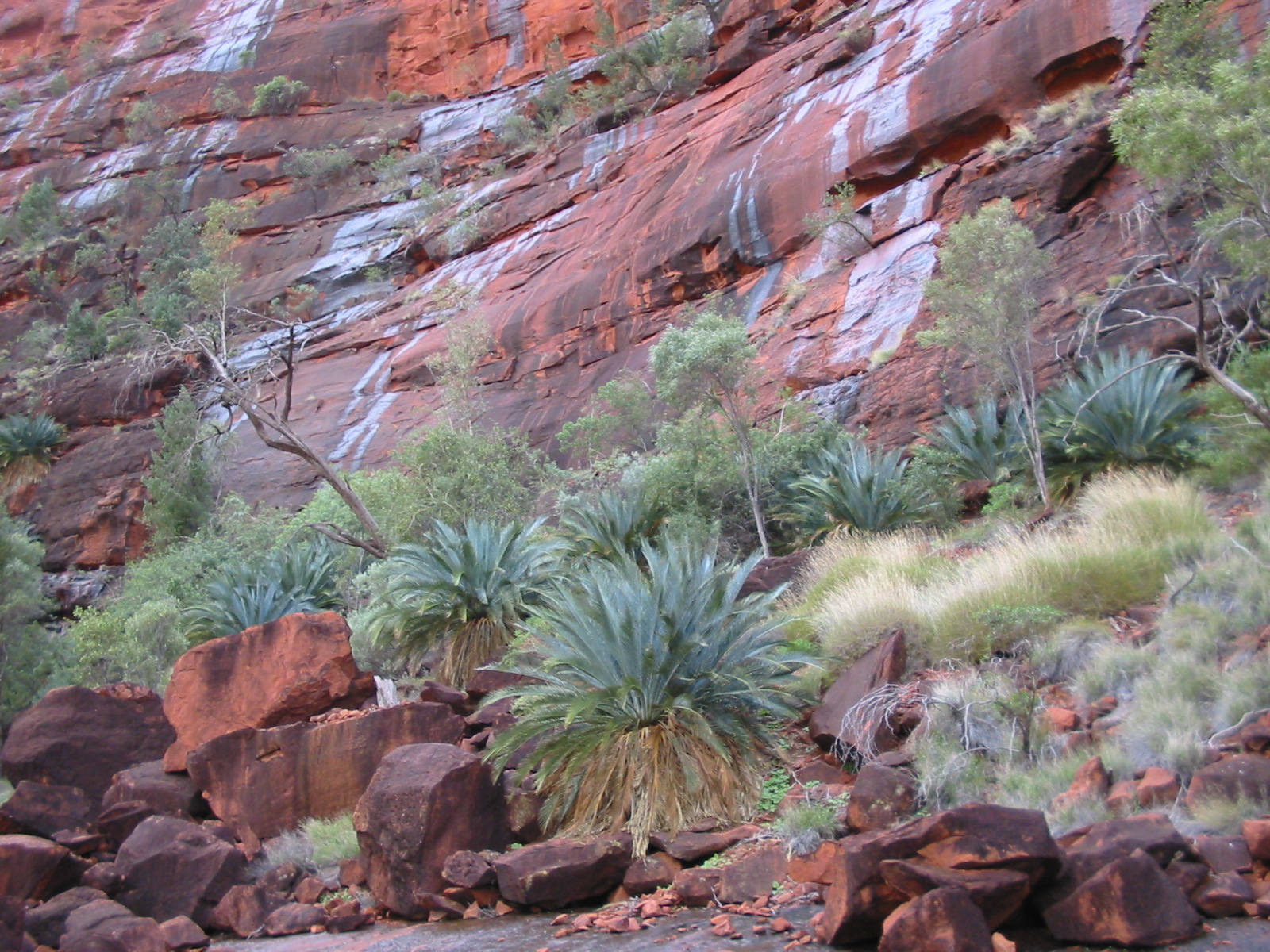
MacDonnellMacrozamia macdonnellii en Cycad Gorge, Finke Gorge National Park, NT

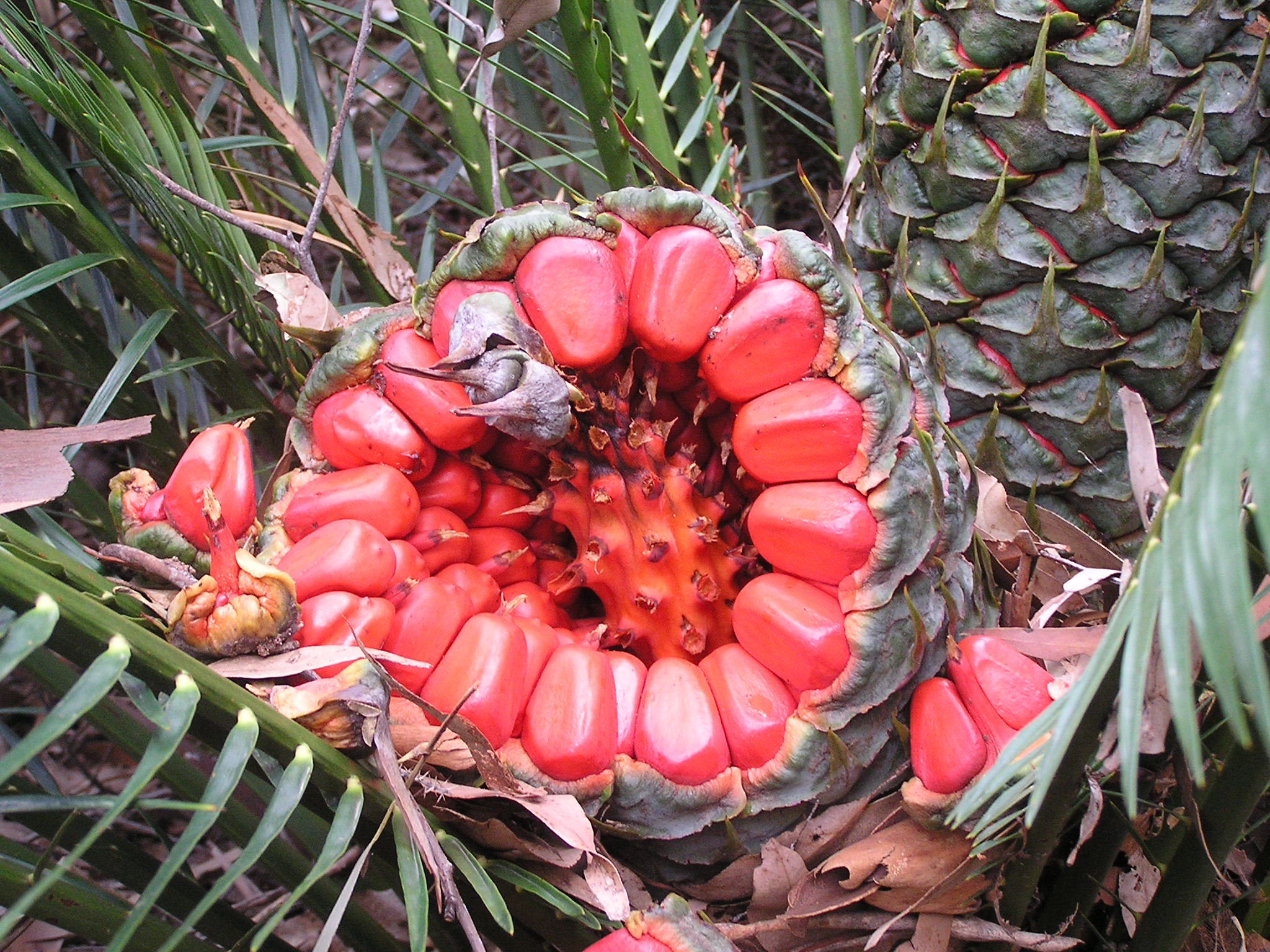
Semilla de M.communis

- Macrozamia lomandroides - sureste de Queensland.
- Macrozamia longispina - sureste de Queensland.
- Macrozamia lucida - sureste de Queensland.
- Macrozamia macdonnellii - Cordillera MacDonnell, Territorio del Norte.
- Macrozamia macleayi - Nueva Gales del Sur.
- Macrozamia miquelii - sureste y centro de Queensland.
- Macrozamia montana - Nueva Gales del Sur.
- Macrozamia moorei - sureste y centro de Queensland.
- Macrozamia mountperriensis - sureste de Queensland.
- Macrozamia occidua - sureste de Queensland.
- Macrozamia parcifolia - sureste de Queensland.
- Macrozamia pauli-guilielmi - sureste de Queensland, noreste de Nueva Gales del Sur.
- Macrozamia platyrachis - sureste de Queensland.
- Macrozamia plurinervia - sureste de Queensland, noreste de Nueva Gales del Sur.
- Macrozamia polymorpha - Nueva Gales del Sur.
- Macrozamia reducta - Nueva Gales del Sur.
- Macrozamia riedlei - suroeste de Australia Occidental.
- Macrozamia secunda - Nueva Gales del Sur.
- Macrozamia serpentina - sureste de Queensland.
- Macrozamia spiralis - Nueva Gales del Sur.
- Macrozamia stenomera - Nueva Gales del Sur.
- Macrozamia viridis - sureste de Queensland.